# Chirita lavandulacea
Chirita lavandulacea är en tvåhjärtbladig växtart som beskrevs av Otto Stapf. Chirita lavandulacea ingår i släktet Chirita och familjen Gesneriaceae. Inga underarter finns listade i Catalogue of Life.